# Haddorf
Haddorf  is een dorp in de gemeente Stade in het gelijknamige Landkreis in de Duitse deelstaat Nedersaksen. Het dorp werd  in 1972 bij Stade gevoegd. 
Het dorp wordt voor het eerst vermeld in een oorkonde uit 1204 als het wordt geschonken aan het Mariaklooster in Stade. Blijkens de oorkonde was het oorspronkelijk deel van een palts.